# Primera División
Primera División (zwana także LaLiga EA Sports od nazwy sponsora) – najwyższa w hierarchii klasa męskich ligowych rozgrywek piłkarskich w Hiszpanii, będąca jednocześnie najwyższym szczeblem centralnym (I poziom ligowy), utworzona w 1929 i zarządzana przez Liga de Fútbol Profesional (LFP), a wcześniej przez Królewską Hiszpańską Federację Piłki Nożnej (RFEF). Zmagania w jej ramach toczą się cyklicznie (co sezon) i przeznaczone są dla 20 najlepszych krajowych klubów piłkarskich. Jej triumfator zostaje Mistrzem Hiszpanii, zaś najsłabsze drużyny są relegowane do Segunda División (II ligi hiszpańskiej).

## Historia
Mistrzostwa Hiszpanii w piłce nożnej rozgrywane są od 1929 roku. Niejednokrotnie zmieniał się format rozgrywek. W 1929 została założona Primera División, rozgrywki której wystartowały po raz pierwszy w sezonie 1929. Inną nazwą hiszpańskiej ligi jest La Liga. Na początku sezonu 2008/2009 Primera División zmieniła nazwę na Liga BBVA, ze względu na pozyskanie sponsora – banku BBVA. W 2016 skończyła się umowa banku BBVA z LFP, co spowodowało poszukiwania nowego sponsora. Został nim bank Santander, dzięki czemu liga otrzymała nazwę LaLiga Santander. W 2023 roku sponsorem tytularnym zostało EA Sports.

## System rozgrywek
Obecny format ligi obowiązuje od sezonu 1929. Po przerwie spowodowanej działaniami wojennymi w latach 1936–1939, w sezonie 1939/1940 reaktywowano obecną formułę rozgrywek.
Rozgrywki składają się z 38 kolejek spotkań rozgrywanych pomiędzy drużynami systemem kołowym. Każda para drużyn rozgrywa ze sobą dwa mecze – jeden w roli gospodarza, drugi jako goście. Od sezonu 1997/1998 w lidze występuje 20 zespołów. W przeszłości liczba ta wynosiła od 10 do 22. Drużyna zwycięska za wygrany mecz otrzymuje 3 punkty (do sezonu 1993/1994 2 punkty), 1 za remis oraz 0 za porażkę.
Zajęcie pierwszego miejsca po ostatniej kolejce spotkań oznacza zdobycie tytułu Mistrzów Hiszpanii w piłce nożnej. Mistrz Hiszpanii, podobnie jak drużyna z drugiego i trzeciego miejsca zdobywa prawo gry w Lidze Mistrzów UEFA. Czwarta drużyna zdobywa prawo uczestniczenia w fazie Play-off Ligi Mistrzów. Piąta oraz szósta drużyna zdobywają możliwość gry w Lidze Europy UEFA. Również zwycięzca Pucharu Króla startuje w fazie grupowej Lidze Europy lub, w przypadku, w którym zdobywca krajowego pucharu zajmie miejsce w pierwszej czwórce – możliwość gry w eliminacjach do Ligi Europy otrzymuje również siódma drużyna klasyfikacji końcowej. Zajęcie 2 ostatnich miejsc wiąże się ze spadkiem drużyn do Segunda División. Trzeci zespół od końca, po zakończeniu rozgrywek rozgrywa mecze barażowe z trzecim zespołem Segunda División o pozostanie w lidze.
W przypadku zdobycia tej samej liczby punktów, klasyfikacja końcowa ustalana jest na podstawie wyniku dwumeczu pomiędzy drużynami, w następnej kolejności, w przypadku remisu – na podstawie różnicy bramek w pojedynku bezpośrednim, następnie na podstawie ogólnego bilansu bramkowego osiągniętego w sezonie, większej liczby bramek zdobytych oraz w ostateczności za pomocą losowania.
W Primera División każdy zespół może zarejestrować do rozgrywek maksymalnie trzech piłkarzy spoza Unii Europejskiej. Jednak obcokrajowcem w lidze hiszpańskiej nie jest gracz będący obywatelem kraju członka bądź sygnatariusza Unii Europejskiej i Układu z Kotonu.

## Skład ligi w sezonie 2025/2026
| Uczestnicy poprzedniej edycji | Uczestnicy poprzedniej edycji | Uczestnicy poprzedniej edycji | Uczestnicy poprzedniej edycji |
| --- | ----------------------------- | ----------------------------- | ----------------------------- |
| BAR | FC Barcelona                  | Barcelona                     | 1                             |
| RMA | Real Madryt                   | Madryt                        | 2                             |
| ATM | Atlético Madryt               | Madryt                        | 3                             |
| ATH | Athletic Bilbao               | Bilbao                        | 4                             |
| VIL | Villarreal CF                 | Vila-real                     | 5                             |
| BET | Real Betis                    | Sewilla                       | 6                             |
| CEL | Celta Vigo                    | Vigo                          | 7                             |
| RAY | Rayo Vallecano                | Madryt                        | 8                             |
| OSA | CA Osasuna                    | Pampeluna                     | 9                             |
| MAL | RCD Mallorca                  | Palma                         | 10                            |
| RSO | Real Sociedad                 | San Sebastián                 | 11                            |
| VAL | Valencia CF                   | Walencja                      | 12                            |
| GET | Getafe CF                     | Getafe                        | 13                            |
| ESP | RCD Espanyol                  | Barcelona                     | 14                            |
| DAL | Deportivo Alavés              | Vitoria                       | 15                            |
| GIR | Girona FC                     | Girona                        | 16                            |
| SEV | Sevilla FC                    | Sewilla                       | 17                            |
| Spadek z Primera División 2024/25 |                               |                               |                               |
| LEG | CD Leganés                    | Madryt                        | 18                            |
| LPA | UD Las Palmas                 | Las Palmas                    | 19                            |
| VLD | Real Valladolid               | Valladolid                    | 20                            |
| Awans z Segunda División 2024/25 |                               |                               |                               |
| LEV | Levante UD                    | Levante                       | 1                             |
| ELC | Elche CF                      | Elche                         | 2                             |
| po barażach |                               |                               |                               |
| OVI | Real Oviedo                   | Oviedo                        | 3                             |
| Oznaczenia: - kolumna pierwsza – skróty nazw drużyn, - kolumna trzecia – siedziba klubu, - kolumna czwarta – miejsce zajęte w poprzednim sezonie. |                               |                               |                               |

## Statystyka

### Tabela medalowa
Mistrzostwo Hiszpanii zostało do tej pory zdobyte przez 9 różnych drużyn.
Stan po sezonie 2024/2025.
| Lp. | Klub                | Miejsca na podium | Miejsca na podium | Miejsca na podium | Łącznie miejsc na podium | Wygrane sezony |    |    |    | |
| --- | ------------------- | ----------------- | ----------------- | ----------------- | ------------------------ | --- | -- | -- | -- | --- |
| Lp. | Klub                | 1.                | Real Madryt       | 36                | Łącznie miejsc na podium | Wygrane sezony | 25 | 10 | 71 | 1931/32, 1932/33, 1953/54, 1954/55, 1956/57, 1957/58, 1960/61, 1961/62, 1962/63, 1963/64, 1964/65, 1966/67, 1967/68, 1968/69, 1971/72, 1974/75, 1975/76, 1977/78, 1978/79, 1979/80, 1985/86, 1986/87, 1987/88, 1988/89, 1989/90, 1994/95, 1996/97, 2000/01, 2002/03, 2006/07, 2007/08, 2011/12, 2016/17, 2019/20, 2021/22, 2023/24 |
| 2.  | FC Barcelona        | 28                | 28                | 13                | 69                       | 1928/29, 1944/45, 1947/48, 1948/49, 1951/52, 1952/53, 1958/59, 1959/60, 1973/74, 1984/85, 1990/91, 1991/92, 1992/93, 1993/94, 1997/98, 1998/99, 2004/05, 2005/06, 2008/09, 2009/10, 2010/11, 2012/13, 2014/15, 2015/16, 2017/18, 2018/19, 2022/23, 2024/25 |    |    |    | |
| 3.  | Atlético Madryt     | 11                | 10                | 19                | 40                       | 1939/40, 1940/41, 1949/50, 1950/51, 1965/66, 1969/70, 1972/73, 1976/77, 1995/96, 2013/14, 2020/21 |    |    |    | |
| 4.  | Athletic Bilbao     | 8                 | 7                 | 10                | 25                       | 1929/30, 1930/31, 1933/34, 1935/36, 1942/43, 1955/56, 1982/83, 1983/84 |    |    |    | |
| 5.  | Valencia CF         | 6                 | 6                 | 10                | 22                       | 1941/42, 1943/44, 1946/47, 1970/71, 2001/02, 2003/04 |    |    |    | |
| 6.  | Real Sociedad       | 2                 | 3                 | 2                 | 7                        | 1980/81, 1981/82 |    |    |    | |
| 7.  | Deportivo La Coruña | 1                 | 5                 | 4                 | 10                       | 1999/2000 |    |    |    | |
| 8.  | Sevilla FC          | 1                 | 4                 | 4                 | 9                        | 1945/46 |    |    |    | |
| 9.  | Real Betis          | 1                 | 0                 | 2                 | 3                        | 1934/35 |    |    |    | |
| 10. | Real Saragossa      | 0                 | 1                 | 4                 | 5                        | |    |    |    | |
| 11. | Racing Santander    | 0                 | 1                 | 1                 | 2                        | |    |    |    | |
| 11. | Sporting Gijón      | 0                 | 1                 | 1                 | 2                        | |    |    |    | |
| 11. | UD Las Palmas       | 0                 | 1                 | 1                 | 2                        | |    |    |    | |
| 11. | Villarreal CF       | 0                 | 1                 | 1                 | 2                        | |    |    |    | |
| 15. | Espanyol Barcelona  | 0                 | 0                 | 4                 | 4                        | |    |    |    | |
| 16. | Real Oviedo         | 0                 | 0                 | 3                 | 3                        | |    |    |    | |
| 17. | RCD Mallorca        | 0                 | 0                 | 2                 | 2                        | |    |    |    | |
| 18. | Arenas Getxo        | 0                 | 0                 | 1                 | 1                        | |    |    |    | |
| 18. | Girona FC           | 0                 | 0                 | 1                 | 1                        | |    |    |    | |

### Najlepsi strzelcy
Stan na 4 czerwca 2023 roku
| Lp. | Zawodnik           | Gole | Mecze | Klub                                                 | Lata gry  |
| --- | ------------------ | ---- | ----- | ---------------------------------------------------- | --------- |
| 1.  | Lionel Messi       | 474  | 520   | FC Barcelona                                         | 2004–2021 |
| 2.  | Cristiano Ronaldo  | 311  | 292   | Real Madryt                                          | 2009–2018 |
| 3.  | Telmo Zarra        | 251  | 278   | Athletic Bilbao                                      | 1940–1955 |
| 4.  | Karim Benzema      | 238  | 439   | Real Madryt                                          | 2009–2023 |
| 5.  | Hugo Sánchez       | 234  | 347   | Atlético Madryt, Real Madryt, Rayo Vallecano         | 1981–1994 |
| 6.  | Raúl               | 228  | 550   | Real Madryt                                          | 1994–2010 |
| 7.  | Alfredo Di Stéfano | 227  | 329   | Real Madryt, RCD Espanyol                            | 1953–1966 |
| 8.  | César Rodríguez    | 221  | 353   | Granada CF, FC Barcelona, Cultural Leonesa, Elche CF | 1939–1955 |
| 9.  | Quini              | 219  | 448   | Sporting Gijón, FC Barcelona                         | 1970–1987 |
| 10. | Pahiño             | 210  | 278   | Celta Vigo, Real Madryt, Deportivo La Coruña         | 1943–1956 |

Zobacz też listę królów strzelców ligi hiszpańskiej – Trofeo Pichichi

### Najwięcej meczów
Stan na 4 czerwca 2023 roku
| Lp. | Zawodnik           | Lata gry  | Klub                                                       | Liczba meczów |
| --- | ------------------ | --------- | ---------------------------------------------------------- | ------------- |
| 1.  | Andoni Zubizarreta | 1981–1998 | Athletic Bilbao, FC Barcelona, Valencia CF                 | 622           |
| 1.  | Joaquín            | 2000–2023 | Real Betis, Valencia CF, Málaga CF                         | 622           |
| 3.  | Raúl García        | 2004–     | CA Osasuna, Atlético Madryt, Athletic Bilbao               | 589           |
| 4.  | Raúl González      | 1994–2010 | Real Madryt                                                | 550           |
| 5.  | Eusebio            | 1983–2002 | Real Valladolid, Atlético Madryt, FC Barcelona, Celta Vigo | 543           |
| 5.  | Francisco Buyo     | 1976–1997 | Sevilla FC, Real Madryt                                    | 542           |
| 7.  | Manuel Sanchís     | 1983–2001 | Real Madryt                                                | 523           |
| 8.  | Lionel Messi       | 2004–2021 | FC Barcelona                                               | 520           |
| 9.  | Iker Casillas      | 1999–2015 | Real Madryt                                                | 510           |
| 10. | Sergio Ramos       | 2004–2021 | Sevilla FC, Real Madryt                                    | 508           |

### Polacy w lidze hiszpańskiej
Stan na 12 lipca 2025
| Lp. | Zawodnik             | Gole | Mecze | Klub                          | Lata gry  |
| --- | -------------------- | ---- | ----- | ----------------------------- | --------- |
| 1.  | Robert Lewandowski   | 69   | 103   | FC Barcelona                  | 2022–     |
| 2.  | Jan Urban            | 48   | 177   | CA Osasuna, Real Valladolid   | 1989–1995 |
| 3.  | Roman Kosecki        | 22   | 93    | CA Osasuna, Atlético Madryt   | 1992–1995 |
| 4.  | Wojciech Kowalczyk   | 14   | 62    | Real Betis                    | 1994–1999 |
| 5.  | Jacek Ziober         | 10   | 31    | CA Osasuna                    | 1993–1996 |
| 6.  | Euzebiusz Smolarek   | 4    | 34    | Racing Santander              | 2007–2009 |
| 7.  | Cezary Kucharski     | 2    | 12    | Sporting Gijon                | 1997      |
| 8.  | Grzegorz Krychowiak  | 2    | 58    | Sevilla FC                    | 2014–2016 |
| 9.  | Grzegorz Lewandowski | 1    | 15    | CD Logroñés                   | 1993–1994 |
| 10. | Bartłomiej Pawłowski | 1    | 8     | Málaga CF                     | 2013–2014 |
| 11. | Przemysław Tytoń     | 0    | 47    | Elche CF, Deportivo La Coruña | 2014–2018 |
| 12. | Ryszard Staniek      | 0    | 31    | CA Osasuna                    | 1993–1995 |
| 13. | Eugen Polanski       | 0    | 26    | Getafe CF                     | 2008–2009 |
| 14. | Damien Perquis       | 0    | 22    | Real Betis                    | 2012–2014 |
| 15. | Wojciech Szczęsny    | 0    | 15    | FC Barcelona                  | 2024–     |
| 16. | Jan Tomaszewski      | 0    | 12    | Hercules Alicante             | 1981–1982 |
| 17. | Kamil Jóźwiak        | 0    | 11    | Granada CF                    | 2024–     |
| 17. | Cezary Wilk          | 0    | 11    | Deportivo La Coruña           | 2014–2015 |
| 19. | Mirosław Trzeciak    | 0    | 10    | CA Osasuna                    | 2000–2001 |
| 20. | Kamil Piątkowski     | 0    | 9     | Granada CF                    | 2024      |
| 21. | Damian Kądzior       | 0    | 6     | SD Eibar                      | 2020–2021 |
| 22. | Dariusz Dudka        | 0    | 3     | Levante UD                    | 2012–2013 |
| 23. | Jerzy Dudek          | 0    | 2     | Real Madryt                   | 2007–2011 |
| 23. | Jerzy Podbrożny      | 0    | 2     | CP Mérida                     | 1997      |

## Prawa telewizyjne w Polsce
Do końca sezonu 2025/2026 prawa telewizyjne do meczów Primera División posiadają telewizje Canal+ i Eleven. Ponadto, transmisje ze spotkań La Liga w Internecie oferują bukmacherzy Fortuna, Superbet oraz Betclic.
| Lata            | Stacja telewizyjna    | Źródło        |
| --------------- | --------------------- | ------------- |
| 1997–2015 2018– | Canal+                | [ 11 ] [ 12 ] |
| 2015–           | Eleven Sports Network | [ 13 ]        |